# Route Mobiel

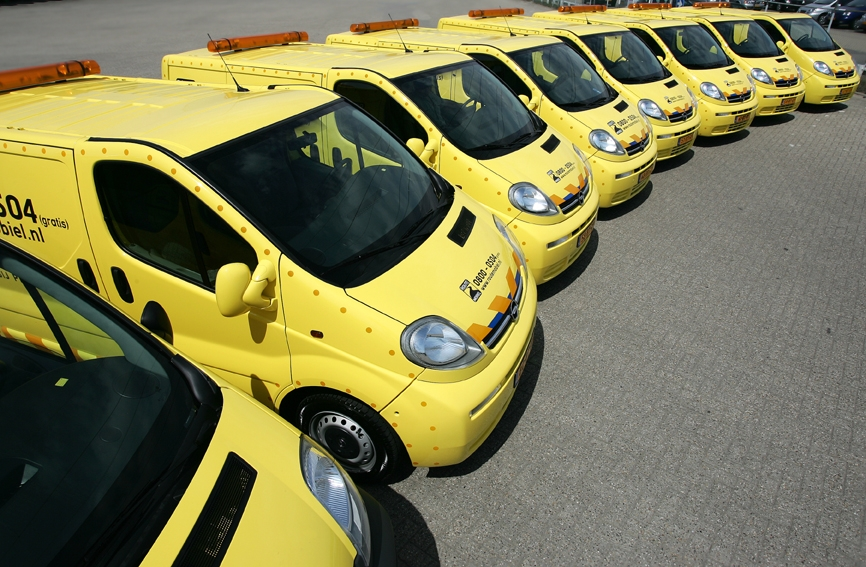
Pechvoertuigen van Route Mobiel

Route Mobiel was een Nederlandse pechhulpverleningsdienst. Het werd in 2004 opgericht door Michiel Muller en Marc Schröder en gestopt als pechhulp in 2021. Route Mobiel is later een dochterbedrijf van verzekeraar VIVAT geworden.

## Geschiedenis
Route Mobiel bood sinds 13 september 2004 diensten aan. De introductie van het merk ging gepaard met een reclamecampagne waarin de ANWB werd aangevallen. De ANWB Wegenwacht zou te duur zijn, omdat het een monopolie op pechhulpverlening zou hebben. In werkelijkheid had de Wegenwacht toen al jaren concurrenten, maar waren deze bedrijven nauwelijks actief op de consumentenmarkt. Ook het netwerk van praatpalen zou met de komst van mobiele telefonie onnodige kosten veroorzaken, evenals het maandelijkse magazine van de ANWB.
Vanuit de ANWB volgde na verloop van tijd een harde tegenreactie. De ANWB heeft Route Mobiel bijvoorbeeld voor de rechter gesleept wegens het gebruik van de kleur van de Wegenwacht in de huisstijl van Route Mobiel. Ook benadrukte de ANWB de kwaliteit van haar reparaties langs de weg en schilderde Route Mobiel af als wegsleepservice, door verschillende mediaberichten aan te halen waaruit naar voren kwam dat Route Mobiel dikwijls de auto slechts naar een garage sleepte, om vervolgens alsnog kosten voor de reparatie in de garage in rekening te brengen.
Aanvankelijk werden autobezitters van auto's ouder dan 12 jaar uitgesloten. Later werden auto's geaccepteerd met een leeftijd tussen 12 en 15 jaar. Voor deze auto’s gold een toeslag. Verder waren auto's met grijs kenteken uitgesloten. In 2006 werd Route Mobiel overgenomen door REAAL Verzekeringen. Voorafgaand aan de overname door het Chinese Anbang Insurance Group werden de Reaal schadeverzekeringen - waaronder Route Mobiel - onder gebracht onder de naam Vivat. Onder Vivat werden de autoverzekeringen ondergebracht bij nowGo. De pechhulp bleef een zelfstandig onderdeel. In 2020 werden de schadeverzekeringen overgenomen door Nationale Nederlanden en ondergebracht bij OHRA. De pechhulp werd niet langer gecontinueerd waardoor Route Mobiel als naam volledig verdween.

## Bedrijfsvoering
De dienstverlening van Route Mobiel bestond feitelijk uit verschillende onderdelen.
De dienstverlening bij pechgevallen werd uitgevoerd door SOS International. Samen met Route Mobiel was het netwerk van pechhulpverleners samengesteld. Bij SOS International was een aparte alarmcentrale ingericht voor Route Mobiel. Deze alarmcentrale had voldoende specifieke autokennis aan de telefoon, zodat direct kon worden ingeschat welke service en hulpverlening noodzakelijk was, en de pechhulpverlener altijd wist met welk materieel hij moet uitrijden. Hiermee werd beoogd een zo groot mogelijk deel van gestrande klanten direct weer op weg te helpen. Indien uit de telefonische inventarisatie bleek dat directe reparatie waarschijnlijk niet mogelijk was, werd in plaats van en reparatievoertuig een voertuig gestuurd dat het vervoermiddel van de klant mee kon nemen.
De klantenservice en administratie werd verricht door Route Mobiel en verzekeraar Proteq. Beide organisaties waren gehuisvest in hetzelfde pand in Alkmaar.
Route Mobiel werkte samen met circa 1300 pechhulpverleners die vanuit ongeveer 130 locaties in Nederland op pad gingen. Voor de pechhulpverlening buiten Nederland werkten Route Mobiel en SOS International samen met internationale organisaties waarbij het klantcontact steeds via SOS International verliep.